# Camilo
El Camilo fou un microcotxe fabricat a Barcelona el 1943. Anava equipat amb un motor elèctric i era més aviat un motocarro carrossat.